# Сластененко Юхим Петрович
Юхи́м (Єфи́м) Петрович Сласте́ненко (1902) — український зоолог-іхтіолог, дослідних фауни Чорного моря.

## Біографічні відомості
Народився на Далекому Сході. Дійсний член НТШ (з 1955).
Старший науковий співробітник в Інституті рибного господарства у Києві (1930—1932) і АН СРСР у Ленінграді (1932—1938), професор Ростовського університету (1938—1942); з 1950 року в Канаді, де працював на Кафедрі зоології Торонтського університету.

## Праці
Праці в галузі іхтіології, гідробіології і зоогеографії, зокрема про риби Чорного та Азовського морів «Рыбы Чорного, Азовского, Мраморного и Средиземного морей» («Труды Московского университета», 1937), «Karadeniz havzasi balikari» (праці університету в Стамбулі, 1955), про риби Канади та ін.
- Сластененко Ю.П. 1931. Матеріали до вивчення іхтіофауни горішньої та середньої течії р. Південний Буг. Збірник праць Дніпровської біологічної станції.  Ч. 6.
- Slastenenko  I.P. 1936. Revue de la faune ichthyologique de la Mer Noire. Ann. Sci. Univ. de Jassy, XXII, 280-296.
- Сластененко Е.П. 1938. Каталог рыб Черного и Азовского морей. Тр. Новорос. биол. ст. Вып. 2. С. 109-149.
- Slastenenko E.P. 1938. Les Poissons de la Mer Noire et de la Mer d'Azov. Annales scientifiques de l'Université de Jassy v. 25 (pt 2, núm. 1): 1-196.
- Slastenenko E.P. 1955-1956. Karadeniz havzasi baliklari. The fishes of the Black Sea Basin. Istanbul, Et ve Balik Kurumu, 711 pp.
- Slastenenko E.P. (1965) The species composition of genus Trachurus in the Black Sea. Rapports et procès-verbaux des réunions – Commission internationale pour l'exploration scientifique de la mer Méditerranée: 269–272.
- Slastenenko E.P. (1955) A review of the Black Sea fish fauna and general marine life conditions. Copeia, 3: 230–235.
- Slastenenko E.P. (1959) Zoogeographical review of the Black Sea fish fauna. Hydrobiologia, 14(2): 177–188. doi: 10.1007/BF00042598